# Millettia laurentii
Millettia laurentii là một loài thực vật bản địa của Cộng hòa Congo, Cộng hòa dân chủ Congo, Cameroon, Gabon và Guinea Xích Đạo. Loài này được liệt vào sách đỏ do phá hủy môi trường sống và khai thác gỗ quá mức.

## Hình ảnh

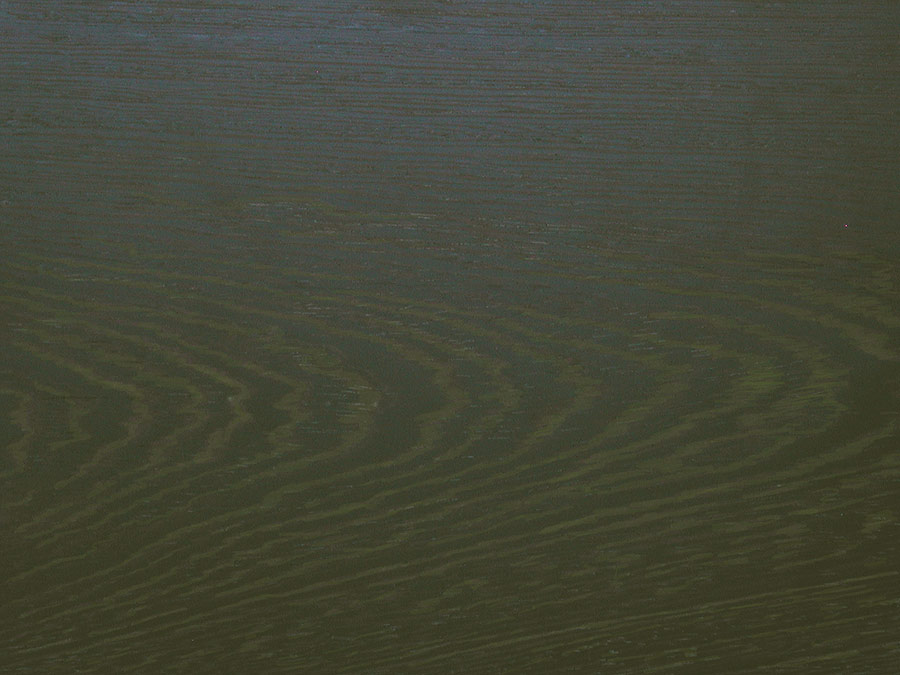
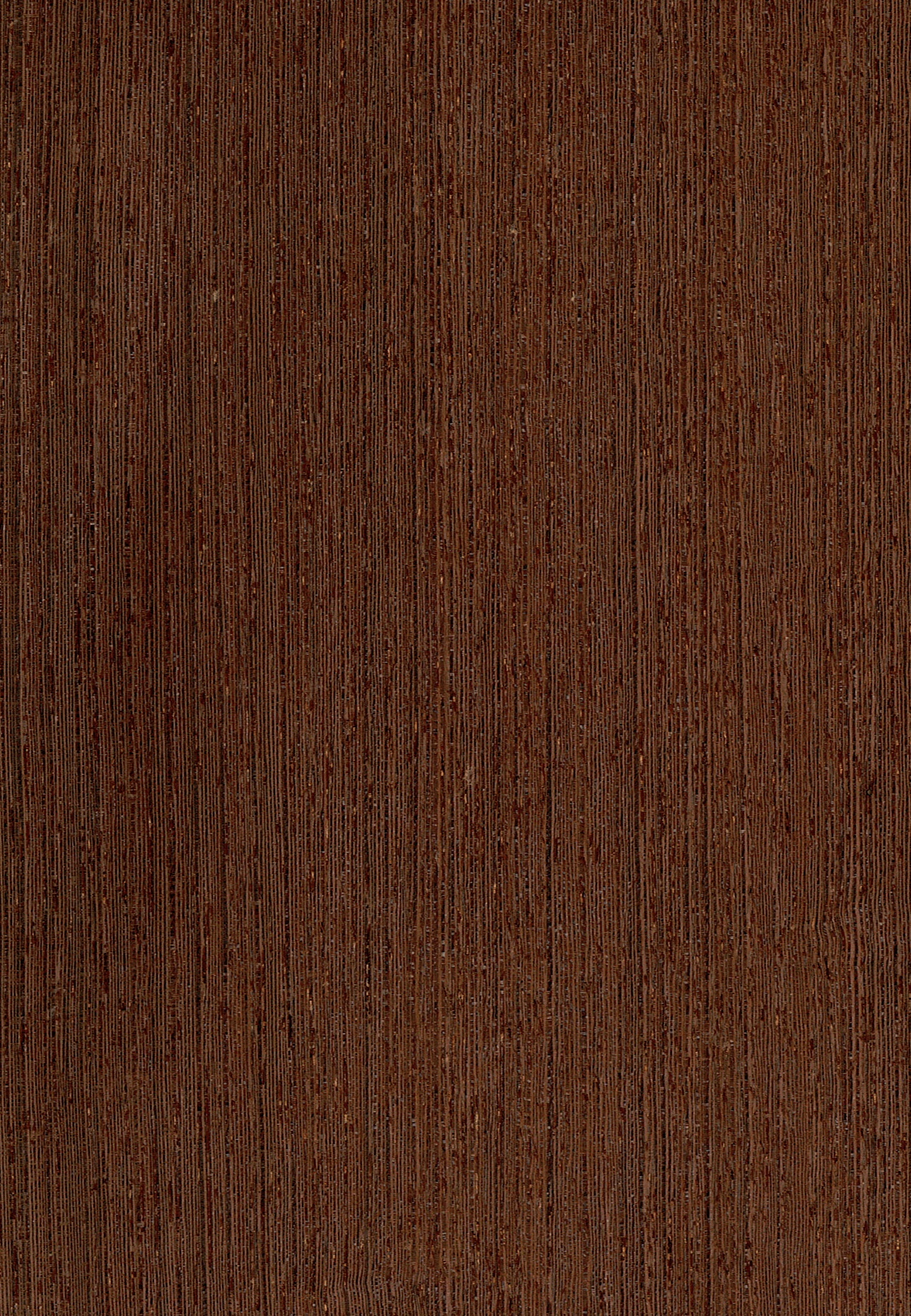